# Aedes curtipes
Aedes curtipes är en tvåvingeart som beskrevs av Edwards 1915. Aedes curtipes ingår i släktet Aedes och familjen stickmyggor. Inga underarter finns listade i Catalogue of Life.